# Wil den Hollander
Willemina (Wil) den Hollander-Bronder (Oostvoorne, 11 maart 1915 — Inval-Boiron, 12 oktober 2000) was een Nederlandse schrijfster.
Bronder werd geboren als dochter van een boer. Zij was een dromerig meisje, dat zich vaak onbegrepen voelde. Op 20-jarige leeftijd trouwde ze met Gerrit den Hollander (in haar boeken "Johan" genoemd). Vlak voor de oorlog werd haar eerste kind geboren, haar zoon Bert.
De Den Hollanders woonden op een boerderij in Nieuw-Beijerland. In 1947 emigreerde het gezin naar Inval-Boiron, een gehucht in het Franse departement Somme, om daar een boerenbedrijf te beginnen. Daar werden ook hun dochters Evelien, Marijke, en het nakomertje Johanna geboren.
De eerste jaren waren bijzonder moeilijk. Het gezin vocht tegen vooroordelen (de lokale bewoners verwarden de Nederlanders met Duitsers, en dat net na de oorlog), bureaucratie, armoede en tegenslagen. Bert, het oudste kind, kon aanvankelijk moeilijk wennen. De meisjes, die in Frankrijk werden geboren, vervreemdden snel van hun Nederlandse ouders en Wil voelde zich bijzonder eenzaam en een buitenbeentje. Als het gezin sliep, ging ze schrijven. Wil schreef over haar jeugd en haar gevoel, en het onbegrip dat ze voelde in haar omgeving. Ook alledaagse dingen in en rond haar gezin schreef ze op, net als het lief en leed van de dorpsgenoten en haar liefde voor de natuur en de streek waar ze woonde. Haar observaties zijn zeer helder, zij kijkt door alle dorpsroddels heen en trekt haar eigen conclusies.
Haar schrijfwerk werd in de jaren zestig en zeventig uitgegeven als autobiografische boeken. Ze waren meteen een groot succes, zo groot dat de NCRV er een televisieserie van maakte: Boerin in Frankrijk. Den Hollander heeft het succes nooit begrepen, maar haar deur stond altijd open voor journalisten, en fans die haar oude boerderij wisten te vinden waren altijd welkom, zelfs als het niet uitkwam in haar drukke leven.
Inmiddels ging het het gezin financieel beter, maar tegenslagen bleven het gezin treffen. Een prachtige fokstier stierf onverwacht, net toen de ergste armoede voorbij was. Bert moest rond 1960 als Frans soldaat naar Algerije; dit is beschreven in "De trein die nooit meer stopt". Christine kreeg anorexia nervosa; na het herstel werd ze ongehuwd moeder. Wils oogappel Johanna werd getroffen door een agressieve vorm van multiple sclerose en stierf halverwege de jaren tachtig op dertigjarige leeftijd. Wil schreef een schrijnend boek (Geluk is een toegift) over het sterven. Haar toenmalige schoondochter Danièle Den Hollander-Lansel schreef hierover ook een boek, getiteld Een ongelijke strijd.
Na Johanna's dood schreef Wil nog één boek (Op zoek naar mezelf), over haar leven na Johanna's dood. Daarna schreef ze nog wel maar ze bracht niets meer uit. Ze kreeg longemfyseem en stierf op 12 oktober 2000. Haar zoon Bert stierf in september 2001 aan een hartaanval tijdens een doktersonderzoek. Haar man Gerrit was de laatste jaren van zijn leven dement en stierf in januari 2002. Het is niet bekend hoe het met Marlies en Christine is verlopen. De boerderij bestaat nog, maar is onbewoond. Aart Onder de Linden, de vroegere boerenknecht van de Den Hollanders is in Le Mazis een chambres d'hôtes begonnen.